# Стоун Харбор (Њу Џерзи)
Стоун Харбор (енгл. Stone Harbor) град је у америчкој савезној држави Њу Џерзи.

## Демографија
По попису из 2010. године број становника је 866, што је 262 (-23,2%) становника мање него 2000. године.
| Група             | 2000.         | 2010.       |
| Белци             | 1.111 (98,5%) | 831 (96,0%) |
| Афроамериканци    | 9 (0,8%)      | 14 (1,6%)   |
| Азијати           | 0 (0,0%)      | 1 (0,1%)    |
| Хиспаноамериканци | 5 (0,4%)      | 29 (3,3%)   |
| Укупно            | 1.128         | 866         |